# 圣弗罗蒙
圣弗罗蒙（法語：Saint-Fromond，法語發音：[sɛ̃ fʁɔmɔ̃]）是法国芒什省的一个市镇，属于圣洛区。

## 地理
圣弗罗蒙（49°13'14"N, 1°5'29"W）面积15.52 平方千米，位于法国诺曼底大区芒什省，该省份为法国西北部沿海省份，西、北、东北三面环大西洋，东起顺时针与卡爾瓦多斯省、奧恩省、马耶讷省和伊勒-维莱讷省接壤。
与圣弗罗蒙接壤的市镇（或旧市镇、城区）包括：艾雷勒、卡维尼、勒代泽尔、圣让德代、滨海伊西尼、卡朗唐莱马赖。

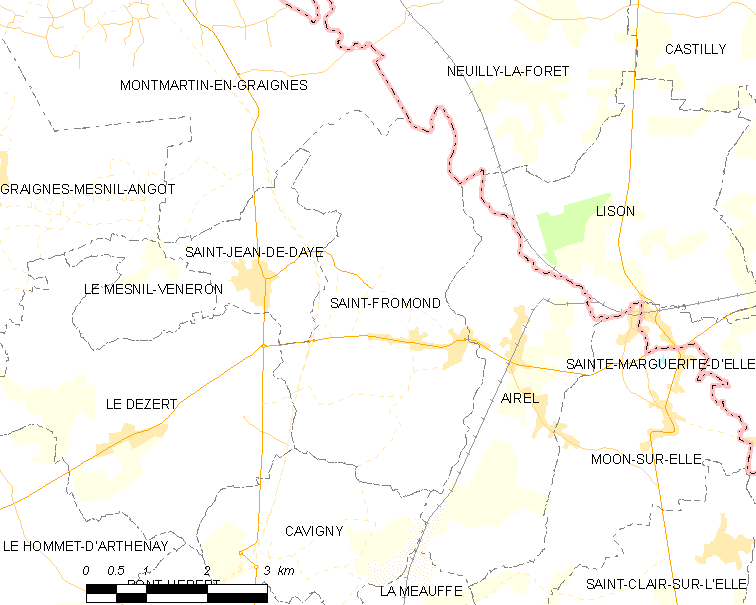
圣弗罗蒙的OSM定位图

圣弗罗蒙的时区为UTC+01:00、UTC+02:00（夏令时）。

## 行政
圣弗罗蒙的邮政编码为50620，INSEE市镇编码为50468。

## 政治
圣弗罗蒙所属的省级选区为蓬埃贝尔县。

## 人口

1962-2008年间圣弗罗蒙人口变化图示

圣弗罗蒙于2022年1月1日时的人口数量为749人。